# 桂ゆき
桂 ゆき（かつら ゆき、1913年10月10日 – 1991年2月5日）は、日本の洋画家。
東京府東京市本郷区出身。本名は桂 雪子（かつら ゆきこ）。初めは「ユキ子」、1970年代頃から「ゆき」と称する。日本における前衛女性画家の先駆者であり、第一人者として前衛美術の基礎を築いた。戦前から逸早く先端的なコラージュの手法を、シュルレアリスムから距離をおきながら独自に展開し、生活用具や動物など実在と抽象的な形を混在させた独自の表現を探求した。フランス、アメリカ、アフリカなど世界各地へ滞在し、1962年には『女ひとり原始部落に入る アフリカ・アメリカ体験記』を上梓したほか、絵本の挿絵なども手掛け、動物をモチーフとした特徴的な作品を数多く制作した。小説家の桂英澄は弟。

## 生涯

### 少女時代

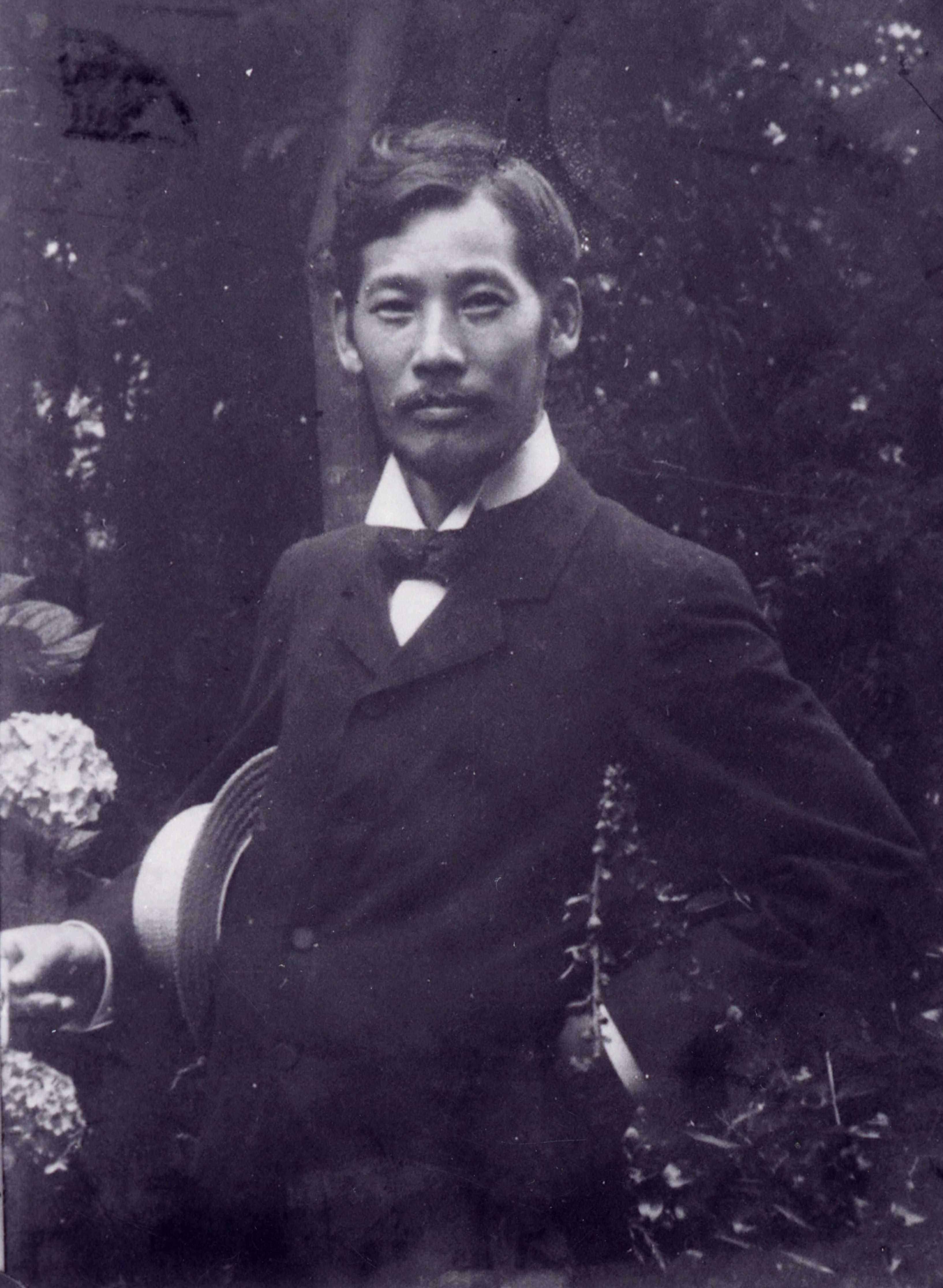
ゆきが師事した岡田三郎助

1913年（大正2年）10月10日、東京市本郷区千駄木町に生まれた。父親は冶金学者で東京帝国大学教授の桂弁三。生家は九代目 市川 團十郞と五代目 尾上菊五郎が共同で別荘として茶会などを催していた家であり、売家となったものを父親の弁三が購入したとされる。1926年（昭和元年）には東京府立第五高等女学校（現・東京都立富士高校）に入学。ゆき自身は油彩画を学びたかったが両親に許されず、十代前半の3-4年間は池上秀畝に日本画を学んでいる。
16歳の時には軽い結核にかかり、逗子と鎌倉で療養する中で、東京帝国大学美学美術史科に在学していた長谷川三郎（後の洋画家）に出会った。三浦海岸で見つけた動物の頭蓋骨を東京に持ち帰り、自身初の「オブジェ」を製作している。18歳だった1931年（昭和6年）に高等女学校を卒業。父親の縁故により中村研一に師事し、中村の紹介で岡田三郎助にも師事している。当時は職業についている女性（職業婦人）は少なく、ゆきに画家を職業としたいという気持ちはなかった。

### 戦前

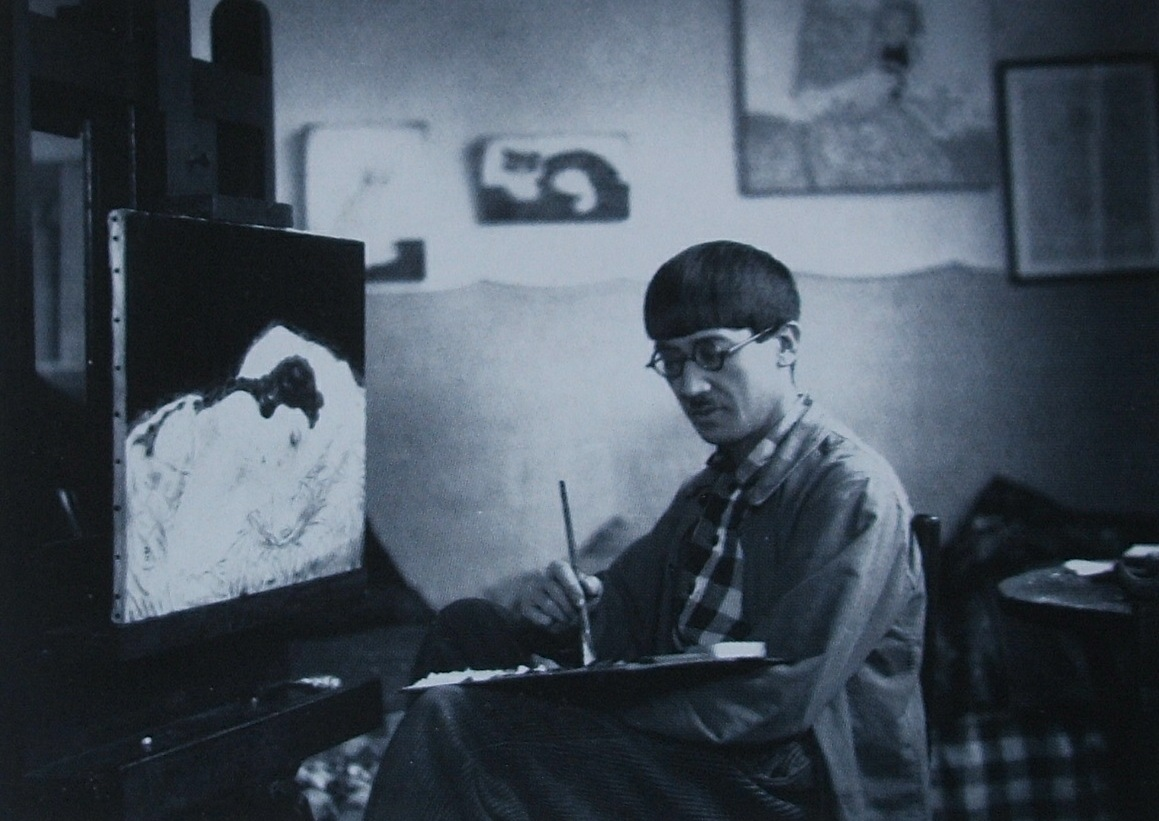
ゆきの個展開催の便宜を図った藤田嗣治

1933年（昭和8年）2月には中村の勧めで第20回光風会展に3作品を出展。駿河台のアヴァンギャルド洋画研究所にも通いはじめ、東郷青児や藤田嗣治らの指導を受けた。藤田嗣治はゆきの将来性を見抜き、銀座の日動画廊でゆきの個展を開催する便宜を図ったり、フランス留学の可能性についてゆきの両親に進言を行っている。1935年（昭和10年）6月には海老原喜之助の勧めにより、銀座の近代画廊で「桂ゆき子コラージュ個展」を開催。当時のゆきは自身の制作技法がコラージュと呼ばれる技法であることを知らなかった。コラージュによる作品制作は材料不足により戦時中は中断したものの、戦後に入っても続けられた。当時、周囲からは「前衛的なしごとは男性だけのものだ」などといった批判を受け、日本画のような伝統的な領域で作品作りをするよう諭されたと1976年の「戦前の前衛展」図録の中で語っている。
1938年（昭和13年）には姉とともに中国・北京を旅行。9月には日動画廊で個展を開催し、10月には二科会の前衛画家による研究団体・九室会の創立に参加した。峰岸義一、吉原治良、山本敬輔、山口長男、広幡憲、高橋迪章、斎藤義重、難波架空像ら29人が創立会員であり、東郷青児と藤田嗣治が顧問となった。1939年（昭和14年）の二科展では特待となり、1940年の二科展では会友となった。1940年（昭和15年）には紀元2600年奉祝美術展にも出品している。1943年（昭和18年）4月には日動画廊で二度目の個展を、6月には大阪・青樹社で個展を開催したほか、長谷川春子の呼びかけに応じて女流美術家奉公隊に参加。同年には満州を旅行して鞍山市でも小規模な作品展を開催した。1944年（昭和19年）5月には銀座・美穂堂で近代油絵展を開催し、11月には大阪・阪急百貨店で井上長三郎・伊藤九三郎・山本敬輔と近作展を開催した。

### 戦後

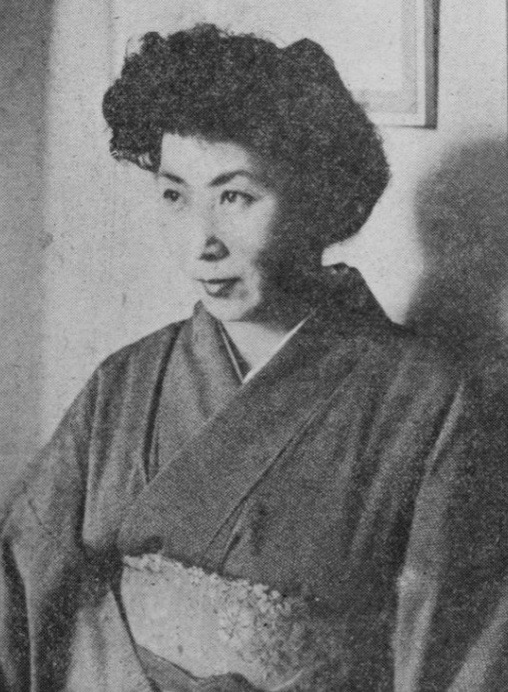
ゆき同様に女性芸術家の代表格だった三岸節子

1947年（昭和22年）2月には三岸節子らとともに女流画家協会を結成。また、同年の日本アヴァンギャルド美術家クラブの結成にも参加、幹事のひとりとなる。1949年（昭和24年）の第3回女流画家協会展では協会賞を受賞。1947年9月には二科会の準会員となり、1950年には正会員に推挙され、1956年まで審査員を務める。1953年（昭和28年）には第2回日本国際美術展に、1954年（昭和29年）には第1回現代日本美術展に出品し、1955年（昭和30年）の第40回二科展では会員努力賞を受賞。
戦前は藤田嗣治に勧められた留学の機会を自ら断っていたが、1956年（昭和31年）単身渡仏。翌1957（昭和32）年、パリで「インターナショナル・ウーマン・アート展」（パリ市立近代美術館）などに出品したほかはあまり絵を描かず、イヴ・クラインやジャン・ジュネ、ジャン・コクトーと交友。1958年（昭和33年）には、単身で知人のフランス人医師を訪ねてアフリカ奥地に旅行。その後アメリカに渡り、ニューヨークでルイーズ・ニーヴェルソン、サム・フランシス、マーク・トビーらと知り合う。1960年（昭和35年）、岡田謙三、草間彌生らと「日本の抽象芸術」展（ワシントン、グレース・ギャラリー）、「日米女流画家展」（ニューヨーク、リヴァーサイド美術館）などに出品。この頃からシワをつけた和紙をコラージュした抽象表現主義的な作品を制作し、1961年（昭和36年）に父の死去の知らせを受けて帰国した。
1961年に帰国すると、第6回日本国際美術展で優秀賞を受賞し、同年以降は二科展に出品していない。1962年（昭和37年）には光文社から『女ひとり原始部落に入る アフリカ・アメリカ体験記』を出版し、1963年（昭和38年）には毎日出版文化賞を受賞した。1966年には第7回現代日本美術展で最優秀賞を受賞した。1967年（昭和42年）にはオーストラリアとニュージーランドを旅行している。

### 晩年・死後

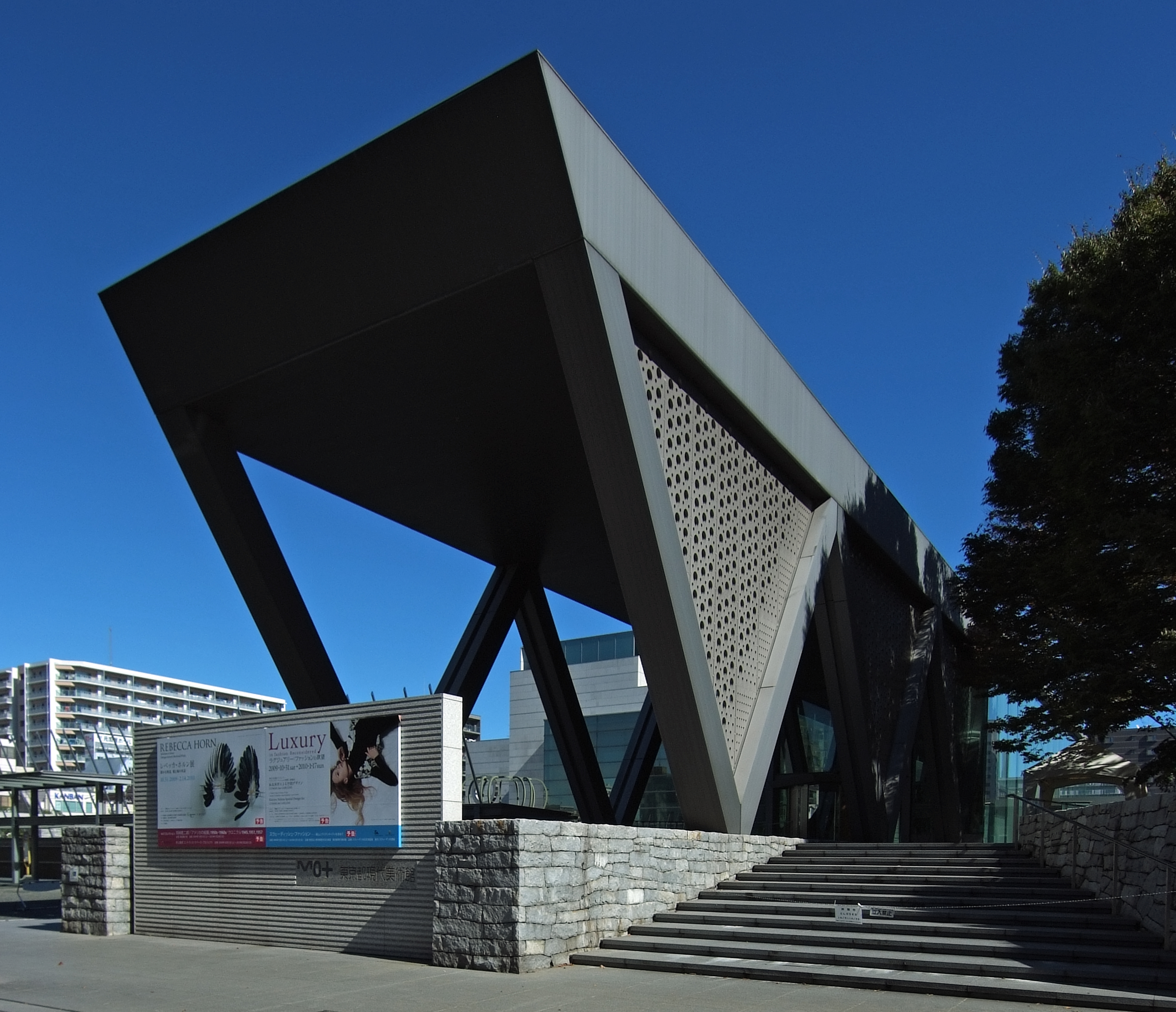
生誕100年記念展が開催された東京都現代美術館

帰国後は独特のユーモアを交えたコラージュの手法を駆使して、常に新鮮な様式を開拓し、個展や多くの美術館のグループ展に出品。1980年（昭和55年）には、戦前からの作品80点を展示した個展を下関市立美術館で開催した。1985年（昭和60年）、東京INAXギャラリーの個展「紅絹のかたち」では、綿を詰めた紅絹による造形という半立体の新作を発表。癌のために1990年（平成2年）5月から入院していたが、1991年（平成3年）2月5日に東京女子医大病院で死去した。死因は心不全。77歳だった。
1991年には下関市立美術館で回顧展「桂ゆき展」が開催された。1998年（平成10年）には茨城県近代美術館で「桂ゆきの世界展」が、2007年（平成19年）には一宮市三岸節子記念美術館で「桂ゆき展」が開催されている。2013年（平成25年）には生誕100年を記念して、東京都現代美術館と下関市立美術館で「生誕100年 桂ゆき ある寓話」が開催された。

## 展覧会
- 1980年 「桂ゆき展」山口県立美術館[8]
- 1985年 「紅絹のかたち」東京INAXギャラリー[8]
- 1991年 「桂ゆき展」下関市立美術館[8]
- 1998年 「桂ゆきの世界展 絵本とコラージュにみる女性画家のまなざし」茨城県近代美術館[9]
- 2007年 「桂ゆき展 ～コラージュとユーモアの女性画家～」一宮市三岸節子記念美術館[10]
- 2013年 「生誕100年 桂ゆき ある寓話」東京都現代美術館[2]、下関市立美術館[11]

## 著書
- 桂ユキ子『女ひとり原始部落に入る アフリカ・アメリカ体験記』光文社、1962年、ISBN 978-4-334-00176-6
- 桂ゆき『狐の大旅行』（正・続）創樹社1974年
- 桂ゆき『余白を生きる 甦る女流天才画家桂ゆき』清流出版、2005年

『狐の大旅行』（正・続）を1冊にまとめたもの。

## 受賞
- 1949年 第3回女流画家協会展 協会賞[8]
- 1955年 第40回二科展 会員努力賞[8]
- 1961年 第6回日本国際美術展 優秀賞[8]
- 1963年 毎日出版文化賞[8]
- 1966年 第7回現代日本美術展 最優秀賞[8]